# Корридони, Филиппо
Филиппо Корридони (итал. Filippo Corridoni; 19 августа 1887, Паузула — 23 октября 1915, Сан Мартино дель Карсо (ныне район г. Саградо)) — итальянский профсоюзный деятель, политик, журналист. Представитель революционного синдикализма.

## Биография

### Социалистический молодёжный лидер

Муссолини открывает памятник Филиппо Корридони в Корридонии (1936)

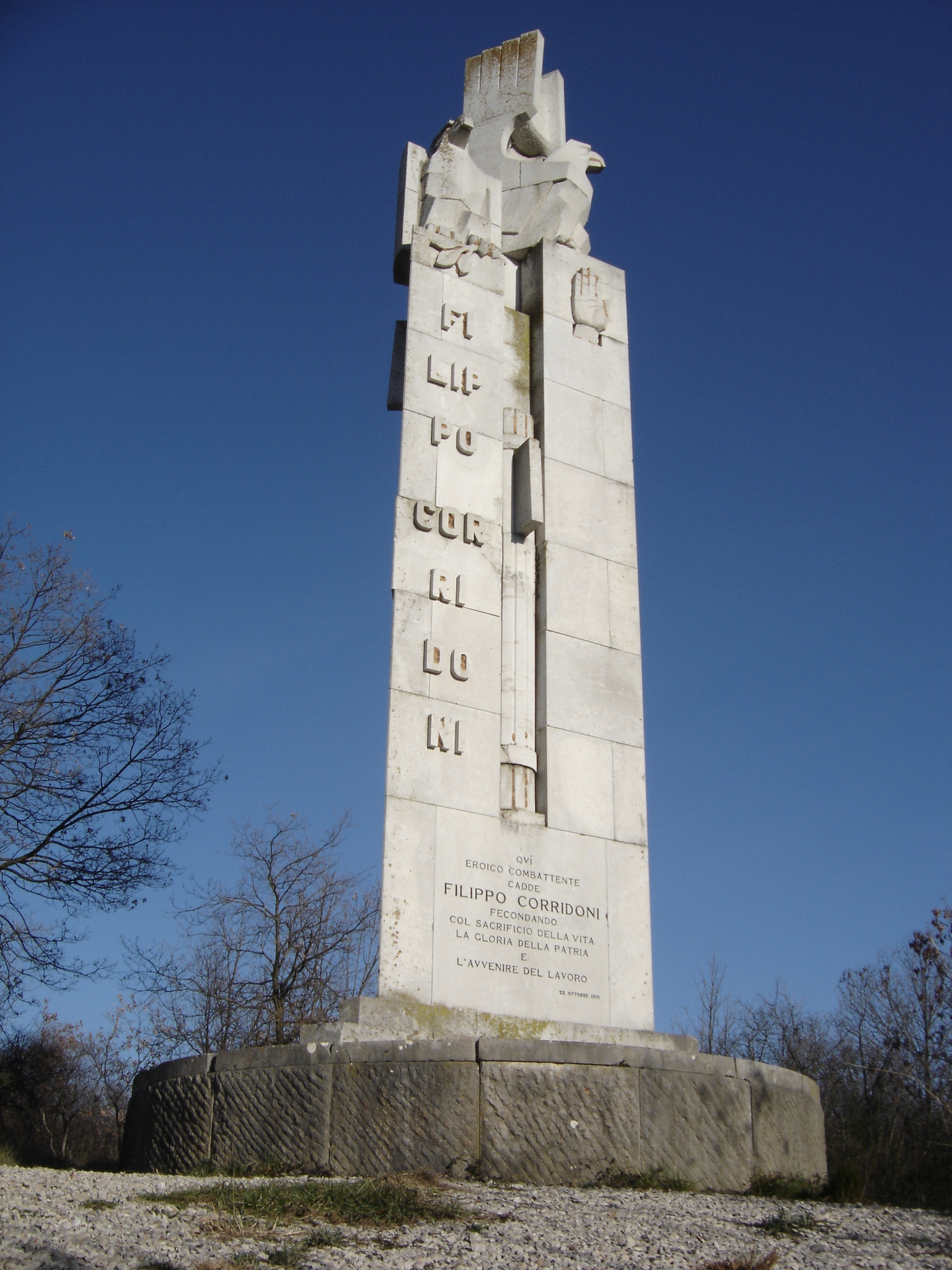
Памятник Филиппо Корридони на воинском мемориале в Фольяно-Редипулья

Благодаря поддержке своего родственника, францисканского священника, получил хорошее образование. В молодости познакомился с трудами Карло Пизакане, Джузеппе Мадзини и Карла Маркса и увлёкся идеями социализма.
С 1905 года работал чертёжником на металлургическом заводе Милана, принимал активное участие в деятельности Итальянской социалистической партии, был одним из лидеров молодёжного крыла ИСП. 

### Синдикалистская деятельность и преследования властей
Соорганизатор анархо-синдикалистской газеты Rompete le Righe, запрещённой властями, за что был осуждён на пять лет заключения. Однако, благодаря амнистии, через несколько месяцев освобождён и отправился в Ниццу, где встретил и подружился с Эдмондо Россони, будущим членом большого фашистского совета.
В 1908 году под именем Leo Celvisio организовал забастовку рабочих в Парме. Позже, был скрываясь от полиции, вынужден был бежать в Лугано. После ареста, основал газету Bandiera Rossa («Красный флаг»).
В 1911‒1912 гг. активно включился в революционно-синдикалистскую деятельность в Милане. Участвовал в Учредительном съезде Итальянского синдикального союза в качестве председателя Синдикального союза Милана.
Преследовался властями, подвергался арестам по политическим мотивам около 30 раз. Вместе с левыми деятелями Альцесте де Амбрисом и Микеле Бьянки в 1914 году основал в Риме «Союз революционных интернационалистов» (Fasci d'Azione rivoluzionaria internazionalista). Будучи убежденным борцом за права трудящихся, много сделал для развития синдикализма в Италии.

### Война и гибель
Был противником итало-турецкой войны. Однако в контексте грядущей мировой войны Ф. Корридони, будучи в прошлом активным антимилитаристом, пришёл к выводу, что поражение реакционных сил (имея в виду Центральные державы) откроет путь для революции в Италии.
В мае 1915 года, совместно со своим другом — будущим дуче Муссолини, проводил многочисленные манифестации в поддержку участия Италии в Первой мировой войне. После вступления Италии в войну, пошёл добровольцем на фронт, где и погиб 23 октября 1915 года. Его тело так и не было найдено на поле боя.
Символически похоронен на воинском мемориале в Фольяно-Редипулья, где ему установлен монумент.